# Allium saralicum
Allium saralicum — вид трав'янистих рослин родини амарилісові (Amaryllidaceae), поширений в Ірані й Туреччині.

## Поширення
Поширений в Ірані й Туреччині.